# Форкстон Тауншип (округ Вайомінг, Пенсільванія)
Форкстон Тауншип (англ. Forkston Township) — селище (англ. township) в США, в окрузі Вайомінг штату Пенсільванія. Населення — 307 осіб (2020).

## Демографія
Згідно з переписом 2010 року, у селищі мешкало 397 осіб у 170 домогосподарствах у складі 108 родин. Було 294 помешкання
Расовий склад населення:
| - 98,0 % — білих - 1,0 % — корінних американців - 0,3 % — азіатів |

До двох чи більше рас належало 0,5 %. Частка іспаномовних становила 0,5 % від усіх жителів.
За віковим діапазоном населення розподілялося таким чином: 17,9 % — особи молодші 18 років, 64,7 % — особи у віці 18—64 років, 17,4 % — особи у віці 65 років та старші. Медіана віку мешканця становила 46,3 року. На 100 осіб жіночої статі у селищі припадало 116,9 чоловіків;  на 100 жінок у віці від 18 років та старших — 115,9 чоловіків також старших 18 років.
Середній дохід на одне домашнє господарство  становив 56 777 доларів США (медіана — 40 000), а середній дохід на одну сім'ю — 64 595 доларів (медіана — 51 250). Медіана доходів становила 32 125 доларів для чоловіків та 31 875 доларів для жінок. За межею бідності перебувало 5,1 % осіб, у тому числі 0,0 % дітей у віці до 18 років та 1,5 % осіб у віці 65 років та старших.
Цивільне працевлаштоване населення становило 137 осіб. Основні галузі зайнятості: роздрібна торгівля — 17,5 %, науковці, спеціалісти, менеджери — 16,8 %, освіта, охорона здоров'я та соціальна допомога — 16,1 %.